# Саритур
Сариту́р (каз. Сарытұр) — село у складі Тюлькубаського району Туркестанської області Казахстану. Входить до складу Акбійцького сільського округу.
У радянські часи село називалось Сартур.
Населення — 338 осіб (2021; 356 у 2009, 347 у 1999, 331 у 1989).